# Bodyguard – A New Beginning
Bodyguard – A New Beginning ist ein britischer Actionfilm mit Martial-Arts-Elementen von Regisseur Chee Keong Cheung aus dem Jahr 2008. Der Film erschien am 8. Juni 2009 in Großbritannien auf DVD. In Deutschland erfolgte die DVD-Premiere am 12. Februar 2009.

## Handlung
Der alternde Triadenboss Wong versucht den ausgehandelten Frieden in Hongkongs Unterwelt zu wahren, obgleich er und die anderen Syndikatsbosse zunehmend vom skrupellosen Japaner Kai bedrängt werden. Kai ist ein aufstrebender Gangsterboss, der vor keiner Gewaltanwendung zurückschreckt und systematisch Zwietracht unter den alteingesessenen Triadenclans sät. Die Oberhäupter reagieren zunächst besonnen, Vergeltungsmaßnahmen bleiben aus. Diese Passivität stößt bei Wongs ehrgeizigen Sohn Yuen auf Unverständnis. Dessen emotionale Enttäuschung steigert sich, als er vom mangelnden Vertrauen seines Vaters hört, der ihn nicht als würdigen Nachfolger betrachtet.
Wong lässt derweil seinen Konkurrenten Kai observieren. Dabei entdeckt er, dass dieser vermutlich über seine einzige Schwachstelle informiert ist: eine verschollene englische Stieftochter. Im Geheimen entsendet der Triadenboss daher seinen loyalen Leibwächter Leung nach London, um dort die körperliche Unversehrtheit von Chloe, eine Serviererin deren Identität nicht einmal Yuen kennt, zu garantieren. Leung agiert in der britischen Hauptstadt anfangs im Verborgenen, bis seine Schutzbefohlene den wortkargen Asiaten wahrnimmt. Die junge Frau erliegt wenig später der Faszination des geheimnisvollen Fremden. Als sie dann von Kais Gefolgsleuten gestellt werden, beginnt für die beiden ein Kampf ums nackte Überleben. In dieser Situation kommen sie sich schließlich auch körperlich näher.
In Hongkong nutzt Kai unterdessen die Unzufriedenheit Yuens aus, um mit dem Sohn seines Erzfeindes einen Pakt zu schließen. Als Yuen der Verräterschaft überführt wird, verstößt Triadenboss Wong seinen eigenen Sohn, der nun gänzlich jeglichen Lebenshalt verliert. Wong reagiert verbittert. Er beordert Leung und Chloe zurück nach Hongkong. Gleichzeitig eröffnet er einen blutigen Bandenkrieg, der Kais Gefolgsleute empfindlich dezimiert. Im Zuge dieser Aktion wird auch Kais kleine Tochter bestialisch ermordet. Wenig später wird Chloe, die zwischenzeitlich über ihre wahre Identität aufgeklärt wurde, im Auftrag des rachsüchtigen Kais entführt. Bei einer finalen Auseinandersetzung kommt es zum blutigen Showdown. Wong wird von Kai ermordet, während der in Ungnade gefallene Yuen den Tod seines Vaters rächt und Kai tötet. Später rettet Yuen Leung und Chloe das Leben. Am Ende des Films tritt Yuen als Nachfolger das Erbe von Triadenboss Wong an.